# Diocesi di Kaposvár
La diocesi di Kaposvár (in latino Dioecesis Kaposvarensis) è una sede della Chiesa cattolica in Ungheria suffraganea dell'arcidiocesi di Veszprém. Nel 2021 contava 291.500 battezzati su 397.200 abitanti. È retta dal vescovo László Varga.

## Territorio
La diocesi comprende per intero la contea ungherese di Somogy, e porzioni minori delle contee di Baranya, Tolna e Zala.
Sede vescovile è la città di Kaposvár, dove si trova la cattedrale dell'Assunzione di Maria Vergine.
Il territorio si estende su 6.764 km² ed è suddiviso in 103 parrocchie.

## Storia
La diocesi è stata eretta il 31 maggio 1993 con la bolla Hungarorum gens di papa Giovanni Paolo II, ricavandone il territorio dalla diocesi di Veszprém, contestualmente elevata ad arcidiocesi metropolitana.

## Cronotassi dei vescovi
Si omettono i periodi di sede vacante non superiori ai 2 anni o non storicamente accertati.
- Béla Balás (31 maggio 1993 - 25 marzo 2017 ritirato)
- László Varga, dal 25 marzo 2017

## Statistiche
La diocesi nel 2021 su una popolazione di 397.200 persone contava 291.500 battezzati, corrispondenti al 73,4% del totale.
| anno | popolazione | popolazione | popolazione | presbiteri | presbiteri | presbiteri | presbiteri                | diaconi | religiosi | religiosi | parrocchie |
| anno | battezzati  | totale      | %           | numero     | secolari   | regolari   | battezzati per presbitero | diaconi | uomini    | donne     | parrocchie |
| ---- | ----------- | ----------- | ----------- | ---------- | ---------- | ---------- | ------------------------- | ------- | --------- | --------- | ---------- |
| 1999 | 317.065     | 445.160     | 71,2        | 99         | 96         | 3          | 3.202                     | 2       | 3         | 5         | 156        |
| 2000 | 315.446     | 443.185     | 71,2        | 99         | 96         | 3          | 3.186                     | 2       | 3         | 6         | 156        |
| 2001 | 313.778     | 440.102     | 71,3        | 96         | 93         | 3          | 3.268                     | 2       | 3         | 6         | 156        |
| 2002 | 312.592     | 438.594     | 71,3        | 98         | 95         | 3          | 3.189                     | 2       | 3         | 6         | 156        |
| 2003 | 303.119     | 420.253     | 72,1        | 99         | 97         | 2          | 3.061                     | 2       | 2         | 5         | 101        |
| 2004 | 301.523     | 416.373     | 72,4        | 99         | 97         | 2          | 3.045                     | 2       | 2         | 5         | 101        |
| 2006 | 299.404     | 410.630     | 72,9        | 95         | 94         | 1          | 3.151                     | 2       | 1         | 4         | 101        |
| 2013 | 293.153     | 398.851     | 73,5        | 96         | 96         |            | 3.053                     | 4       |           | 5         | 102        |
| 2016 | 293.153     | 398.851     | 73,5        | 94         | 94         |            | 3.118                     | 7       |           | 5         | 104        |
| 2019 | 292.000     | 397.800     | 73,4        | 96         | 93         | 3          | 3.041                     | 9       | 4         | 9         | 103        |
| 2021 | 291.500     | 397.200     | 73,4        | 92         | 89         | 3          | 3.168                     | 9       | 3         | 6         | 103        |